# Fördraget i Schwedt
Fördraget i Schwedt slöts 6 oktober 1713, under stora nordiska kriget, mellan Tsarryssland och Brandenburg-Preussen i Schwedt.

Brandenburg-Preussen utlovades södra Svenska Pommern upp till floden Peene, som just hade erövrats av Ryssland.

I gengäld accepterade Brandenburg-Preussen Rysslands annektering av svenska Ingermanland, Estland och Karelen, och gick med på att betala 400 000 daler till Ryssland.
Södra Svenska Pommern skulle administreras av Brandenburg-Preussen till dess ett definitivt avgörande beslut i ett fredsavtal nåddes.